# Equitazione ai Giochi della XXIX Olimpiade - Salto ostacoli individuale
Il concorso di Salto si è svolto dal 15 al 21 agosto e ha visto la partecipazione di 77 cavalieri.

## Risultati
Il punteggio finale è dato dalla somma delle penalità nelle varie competizioni.

### 1º Turno
Sono state calcolate penalità di tempo e per i salti.
|       | Atleta                                        | Cavallo              | Penalità | Penalità | Totale penalità |
| Salto | Atleta                                        | Cavallo              | Tempo    |          | Totale penalità |
| ----- | --------------------------------------------- | -------------------- | -------- | -------- | --------------- |
| 1     | Christina Liebherr                            | No Mercy             | 0        | 0        | 0               |
| 1     | Pedro Veniss                                  | Un Blanc de Blancs   | 0        | 0        | 0               |
| 1     | Taizo Sugitani                                | California           | 0        | 0        | 0               |
| 1     | Mac Cone                                      | Ole                  | 0        | 0        | 0               |
| 1     | Stein Endresen                                | Le Beau              | 0        | 0        | 0               |
| 1     | McLain Ward                                   | Sapphire             | 0        | 0        | 0               |
| 1     | Patrick Lam                                   | Urban                | 0        | 0        | 0               |
| 1     | Bernardo Alves                                | Chupa Chup           | 0        | 0        | 0               |
| 1     | Vincent Voorn                                 | Alpapillon-Armanie   | 0        | 0        | 0               |
| 1     | Niklaus Schurtenberger                        | Cantus               | 0        | 0        | 0               |
| 1     | Eric Lamaze                                   | Hickstead            | 0        | 0        | 0               |
| 1     | Will Simpson                                  | Carlsson vom Dach    | 0        | 0        | 0               |
| 1     | Beezie Madden                                 | Authentic            | 0        | 0        | 0               |
| 14    | Nick Skelton                                  | Russel               | 0        | 1        | 1               |
| 14    | Laurie Lever                                  | Drossel Dan          | 0        | 1        | 1               |
| 14    | Jill Henselwood                               | Special Ed           | 0        | 1        | 1               |
| 14    | Morten Djupvik                                | Casino               | 0        | 1        | 1               |
| 14    | Antonio Chedraui                              | Don Porfirio         | 0        | 1        | 1               |
| 14    | Jamal Rahimov                                 | Ionesco de Brekka    | 0        | 1        | 1               |
| 14    | Eiken Sato                                    | Cayak                | 0        | 1        | 1               |
| 14    | Ben Maher                                     | Rolette              | 0        | 1        | 1               |
| 14    | Denis Lynch                                   | Lantinus             | 0        | 1        | 1               |
| 14    | Steve Guerdat                                 | Jalisca Solier       | 0        | 1        | 1               |
| 14    | Rodrigo Pessoa                                | Rufus                | 0        | 1        | 1               |
| 14    | Jos Lansink                                   | Cumano               | 0        | 1        | 1               |
| 14    | Tony Andre Hansen                             | Camiro               | 0        | 1        | 1               |
| 14    | Federico Fernández                            | Zorro                | 0        | 1        | 1               |
| 28    | Marc Houtzager                                | Opium                | 0        | 2        | 2               |
| 28    | Ramzy Al Duhami                               | Allah Jabek          | 0        | 2        | 2               |
| 30    | Angelique Hoorn                               | O'Brien              | 4        | 0        | 4               |
| 30    | Peter McMahon                                 | Genoa                | 4        | 0        | 4               |
| 30    | Tim Stockdale                                 | Corlato              | 4        | 0        | 4               |
| 30    | Pius Schwizer                                 | Nobless M            | 4        | 0        | 4               |
| 30    | Kirk Webby                                    | Sitah                | 4        | 0        | 4               |
| 30    | Edwina Alexander                              | Itot du Chateau      | 4        | 0        | 4               |
| 30    | Matt Williams                                 | Leconte              | 4        | 0        | 4               |
| 30    | Ian Millar                                    | In Style             | 4        | 0        | 4               |
| 30    | Rolf-Göran Bengtsson                          | Ninja                | 4        | 0        | 4               |
| 39    | Jean-Claude van Geenberghe                    | Quintus              | 4        | 1        | 5               |
| 39    | Laura Kraut                                   | Cedric               | 4        | 1        | 5               |
| 39    | Lotta Schultz                                 | Calibra II           | 4        | 1        | 5               |
| 39    | Camila Benedicto                              | Bonito Z             | 4        | 1        | 5               |
| 39    | Gerco Schröder                                | Monaco               | 4        | 1        | 5               |
| 39    | John Whitaker                                 | Peppermill           | 4        | 1        | 5               |
| 39    | Jillian Terceira                              | Chaka III            | 4        | 1        | 5               |
| 46    | Marco Kutscher                                | Cornet Obolensky     | 4        | 2        | 6               |
| 46    | Meredith Michaels-Beerbaum                    | Shutterfly           | 4        | 2        | 6               |
| 46    | Kenneth Cheng                                 | Can Do               | 4        | 2        | 6               |
| 49    | Peter Eriksson                                | Jaguar Mail          | 8        | 0        | 8               |
| 49    | Ljubov Kochetova                              | Ilion Kilen          | 8        | 0        | 8               |
| 49    | Helena Lundback                               | Erbblume             | 8        | 0        | 8               |
| 52    | Pablo Barrios                                 | Sinatra              | 8        | 1        | 9               |
| 52    | Juan Andres Rodriguez                         | Orestus              | 8        | 1        | 9               |
| 52    | Enrique González                              | Frida                | 8        | 1        | 9               |
| 52    | Li Zhenqiang                                  | Saltoy des Fontaines | 4        | 5        | 9               |
| 56    | Christian Ahlmann                             | Coster               | 8        | 2        | 10              |
| 56    | Huang Zuping                                  | Pablo II             | 8        | 2        | 10              |
| 56    | S.A.R. Principe Abd Allah bin Mut'ib Al Sa'ud | Obelix               | 8        | 2        | 10              |
| 56    | Bjorn Nagel                                   | Magic Bengtsson      | 8        | 2        | 10              |
| 56    | Ludger Beerbaum                               | All Inclusive        | 8        | 2        | 10              |
| 61    | HH Faisal Al Shalan                           | Wido                 | 8        | 3        | 11              |
| 61    | Latifa bin Ahmed Al Maktoum                   | Kalaska de Semilly   | 8        | 3        | 11              |
| 61    | Kamal Bahamdan                                | Rivaal               | 8        | 3        | 11              |
| 64    | Alberto Michan                                | Chinobampo Lavita    | 8        | 4        | 12              |
| 65    | Geir Gulliksen                                | Cattani              | 12       | 1        | 13              |
| 66    | Jose Larocca                                  | Royal Power          | 12       | 2        | 14              |
| 66    | Samantha Lam                                  | Tresor               | 12       | 2        | 14              |
| 66    | Bruce Goodin                                  | Yamato               | 12       | 2        | 14              |
| 69    | Zhao Zhiwen                                   | Tadonia              | 16       | 1        | 17              |
| 70    | Aleksandr Onishchenko                         | Codar                | 16       | 2        | 18              |
| 71    | Ibrahim Bisharat                              | Sam-Sam              | 16       | 3        | 19              |
| 72    | Manuel Torres                                 | Chambacunero         | 20       | 1        | 21              |
| 73    | Katharina Offel                               | Lord Spezi           | 20       | 7        | 27              |
| 74    | Zhang Bin                                     | Coertis              | 28       | 2        | 30              |
| 75    | Sharn Wordley                                 | Rockville            | 44       | 3        | 47              |
| 76    | Karim El Zoghby                               | Aladin               | 48       | 4        | 52              |
| 77    | Katie McVean                                  | Forest               | 72       | 0        | 72              |

### 2º turno
Il 2º turno di salto è valso anche come primo turno per la competizione a squadre.
|       | Atleta                                        | Cavallo              | Penalità    | Penalità    | Penalità Round 1 | Totale Penalità |
| Salto | Atleta                                        | Cavallo              | Tempo       |             | Penalità Round 1 | Totale Penalità |
| ----- | --------------------------------------------- | -------------------- | ----------- | ----------- | ---------------- | --------------- |
| 1     | McLain Ward                                   | Sapphire             | 0           | 0           | 0                | 0               |
| 1     | Eric Lamaze                                   | Hickstead            | 0           | 0           | 0                | 0               |
| 3     | Rodrigo Pessoa                                | Rufus                | 0           | 0           | 1                | 1               |
| 4     | Denis Lynch                                   | Lantinus             | 0           | 1           | 1                | 2               |
| 4     | Jos Lansink                                   | Cumano               | 0           | 1           | 1                | 2               |
| 4     | Tony Andre Hansen                             | Camiro               | 0           | 1           | 1                | 2               |
| 7     | Marc Houtzager                                | Opium                | 0           | 1           | 2                | 3               |
| 8     | Rolf-Göran Bengtsson                          | Ninja                | 0           | 0           | 4                | 4               |
| 8     | Stein Endresen                                | Le Beau              | 4           | 0           | 0                | 4               |
| 8     | Christina Liebherr                            | No Mercy             | 4           | 0           | 0                | 4               |
| 8     | Edwina Alexander                              | Itot du Chateau      | 0           | 0           | 4                | 4               |
| 8     | Niklaus Schurtenberger                        | Cantus               | 4           | 0           | 0                | 4               |
| 13    | Ben Maher                                     | Rolette              | 4           | 0           | 1                | 5               |
| 13    | Steve Guerdat                                 | Jalisca Solier       | 4           | 0           | 1                | 5               |
| 15    | Ramzy Al Duhami                               | Allah Jabek          | 4           | 1           | 2                | 7               |
| 16    | Angelique Hoorn                               | O'Brien              | 4           | 0           | 4                | 8               |
| 16    | Tim Stockdale                                 | Corlato              | 4           | 0           | 4                | 8               |
| 16    | Pius Schwizer                                 | Nobless M            | 4           | 0           | 4                | 8               |
| 16    | Will Simpson                                  | Carlsson vom Dach    | 8           | 0           | 0                | 8               |
| 16    | Matt Williams                                 | Leconte              | 4           | 0           | 4                | 8               |
| 16    | Ian Millar                                    | In Style             | 4           | 0           | 4                | 8               |
| 22    | Patrick Lam                                   | Urban                | 8           | 1           | 0                | 9               |
| 22    | Antonio Chedraui                              | Don Porfirio         | 8           | 0           | 1                | 9               |
| 22    | Nick Skelton                                  | Russel               | 8           | 0           | 1                | 9               |
| 22    | Laura Kraut                                   | Cedric               | 4           | 0           | 5                | 9               |
| 26    | Lotta Schultz                                 | Calibra II           | 4           | 1           | 5                | 10              |
| 26    | Meredith Michaels-Beerbaum                    | Shutterfly           | 4           | 0           | 6                | 10              |
| 26    | Federico Fernández                            | Zorro                | 8           | 1           | 1                | 10              |
| 29    | Beezie Madden                                 | Authentic            | 8           | 3           | 0                | 11              |
| 30    | Kirk Webby                                    | Sitah                | 8           | 0           | 4                | 12              |
| 30    | Mac Cone                                      | Ole                  | 12          | 0           | 0                | 12              |
| 30    | Bernardo Alves                                | Chupa Chup           | 12          | 0           | 0                | 12              |
| 33    | Jean-Claude van Geenberghe                    | Quintus              | 8           | 0           | 5                | 13              |
| 33    | Morten Djupvik                                | [Casino              | 12          | 0           | 1                | 13              |
| 35    | Peter Eriksson                                | Jaguar Mail          | 8           | 0           | 8                | 16              |
| 35    | Vincent Voorn                                 | Alpapillon-Armanie   | 16          | 0           | 0                | 16              |
| 37    | Taizo Sugitani                                | California           | 16          | 1           | 0                | 17              |
| 37    | Laurie Lever                                  | Drossel Dan          | 16          | 0           | 1                | 17              |
| 37    | Gerco Schröder                                | [Monaco              | 12          | 0           | 5                | 17              |
| 40    | Juan Andres Rodriguez                         | Orestus              | 8           | 1           | 9                | 18              |
| 40    | Christian Ahlmann                             | Coster               | 8           | 0           | 10               | 18              |
| 40    | Ludger Beerbaum                               | All Inclusive        | 8           | 0           | 10               | 18              |
| 40    | Camila Benedicto                              | Bonito Z             | 12          | 1           | 5                | 18              |
| 44    | Marco Kutscher                                | [Cornet Obolensky    | 12          | 1           | 6                | 19              |
| 44    | Bjorn Nagel                                   | Magic Bengtsson      | 8           | 1           | 10               | 19              |
| 44    | Jill Henselwood                               | Special Ed           | 16          | 2           | 1                | 19              |
| 47    | Helena Lundback                               | Erbblume             | 12          | 0           | 8                | 20              |
| 47    | Peter McMahon                                 | Genoa                | 16          | 0           | 4                | 20              |
| 49    | Alberto Michan                                | Chinobampo Lavita    | 8           | 1           | 12               | 21              |
| 50    | Pablo Barrios                                 | Sinatra              | 12          | 2           | 9                | 23              |
| 51    | Eiken Sato                                    | Cayak                | 24          | 0           | 1                | 25              |
| 51    | Enrique González                              | Frida                | 16          | 0           | 9                | 25              |
| 51    | Geir Gulliksen                                | Cattani              | 12          | 0           | 13               | 25              |
| 54    | Latifa bin Ahmed Al Maktoum                   | Kalaska de Semilly   | 12          | 3           | 11               | 26              |
| 54    | Kamal Bahamdan                                | Rivaal               | 12          | 3           | 11               | 26              |
| 54    | Bruce Goodin                                  | Yamato               | 12          | 0           | 14               | 26              |
| 57    | Kenneth Cheng                                 | Can Do]              | 20          | 1           | 6                | 27              |
| 58    | S.A. Faisal Al Shalan                         | Wido                 | 16          | 2           | 11               | 29              |
| 59    | Jose Larocca                                  | Royal Power          | 16          | 0           | 14               | 30              |
| 60    | S.A.R. Principe Abd Allah bin Mut'ib Al Sa'ud | Obelix               | 28          | 2           | 10               | 40              |
| 61    | Ibrahim Bisharat                              | Sam-Sam              | 20          | 32          | 19               | 41              |
| 61    | Ljubov Kochetova                              | Ilion Kilen          | 28          | 5           | 8                | 41              |
| 63    | Manuel Torres                                 | Chambacunero         | 20          | 2           | 21               | 43              |
| 63    | Samantha Lam                                  | Tresor               | 28          | 1           | 14               | 43              |
| 65    | Katharina Offel                               | Lord Spezi           | 16          | 1           | 27               | 44              |
| 66    | Huang Zuping                                  | Pablo II             | 36          | 0           | 10               | 46              |
| 67    | Li Zhenqiang                                  | Saltoy des Fontaines | 32          | 7           | 9                | 48              |
| 68    | Zhao Zhiwen                                   | Tadonia              | 32          | 0           | 17               | 49              |
| 69    | Zhang Bin                                     | Coertis              | 24          | 7           | 30               | 61              |
| 70    | Sharn Wordley                                 | Rockville            | 24          | 1           | 47               | 72              |
| 71    | Katie McVean                                  | Forest               | 40          | 5           | 72               | 117             |
|       | Jillian Terceira                              | Chaka III            | Eliminato   | Eliminato   | Eliminato        | 5               |
|       | Jamal Rahimov                                 | Ionesco de Brekka    | Eliminato   | Eliminato   | Eliminato        | 1               |
|       | Aleksandr Onishchenko                         | Codar                | Eliminato   | Eliminato   | Eliminato        | 18              |
|       | Pedro Veniss                                  | Un Blanc de Blancs   | Eliminato   | Eliminato   | Eliminato        | 0               |
|       | Karim El Zoghby                               | Aladin               | Withdrew    | Withdrew    | Withdrew         | 52              |
|       | John Whitaker                                 | Peppermill           | Non partito | Non partito | Non partito      | 5               |

### 3º turno
Il 3º turno di salto è valso anche come secondo turno per la competizione a squadre. Si sono qualificati per la finale i primi 34 atleti, per un massimo di tre per nazione.
|       | Atleta                     | Cavallo            | Penalità    | Penalità    | Penalità Round 1+2 | Totale Penalità |
| Salto | Atleta                     | Cavallo            | Tempo       |             | Penalità Round 1+2 | Totale Penalità |
| ----- | -------------------------- | ------------------ | ----------- | ----------- | ------------------ | --------------- |
| 1     | Tony Andre Hansen          | Camiro             | 0           | 1           | 2                  | 3               |
| 2     | Jos Lansink                | Cumano             | 0           | 2           | 2                  | 4               |
| 2     | McLain Ward                | Sapphire           | 4           | 0           | 0                  | 4               |
| 2     | Edwina Alexander           | Itot du Chateau    | 0           | 0           | 4                  | 4               |
| 2     | Eric Lamaze                | Hickstead          | 4           | 0           | 0                  | 4               |
| 6     | Ben Maher                  | Rolette            | 0           | 0           | 5                  | 5               |
| 7     | Rodrigo Pessoa             | Rufus              | 4           | 2           | 1                  | 7               |
| 8     | Denis Lynch                | Lantinus           | 4           | 2           | 2                  | 8               |
| 8     | Marc Houtzager             | Opium              | 4           | 1           | 3                  | 8               |
| 8     | Ian Millar                 | In Style           | 0           | 0           | 8                  | 8               |
| 8     | Rolf-Göran Bengtsson       | Ninja              | 4           | 0           | 4                  | 8               |
| 12    | Laura Kraut                | Cedric             | 0           | 0           | 9                  | 9               |
| 13    | Steve Guerdat              | Jalisca Solier     | 4           | 1           | 5                  | 10              |
| 14    | Niklaus Schurtenberger     | Cantus             | 8           | 0           | 4                  | 12              |
| 15    | Pius Schwizer              | Nobless M          | 4           | 1           | 8                  | 13              |
| 16    | Meredith Michaels-Beerbaum | Shutterfly         | 4           | 0           | 10                 | 14              |
| 17    | Beezie Madden              | Authentic          | 4           | 0           | 11                 | 15              |
| 18    | Ramzy Al Duhami            | Allah Jabek        | 8           | 1           | 7                  | 16              |
| 18    | Angelique Hoorn            | O'Brien            | 8           | 0           | 8                  | 16              |
| 18    | Stein Endresen             | Le Beau            | 12          | 0           | 4                  | 16              |
| 18    | Tim Stockdale              | Corlato            | 8           | 0           | 8                  | 16              |
| 18    | Will Simpson               | Carlsson vom Dach  | 8           | 0           | 8                  | 16              |
| 23    | Jean-Claude van Geenberghe | Quintus            | 4           | 0           | 13                 | 17              |
| 23    | Antonio Chedraui           | Don Porfirio       | 8           | 0           | 9                  | 17              |
| 23    | Morten Djupvik             | Casino             | 4           | 0           | 13                 | 17              |
| 26    | Jill Henselwood            | Special Ed         | 0           | 0           | 19                 | 19              |
| 27    | Bernardo Alves             | Chupa Chup         | 8           | 0           | 12                 | 20              |
| 27    | Peter Eriksson             | Jaguar Mail        | 4           | 0           | 16                 | 20              |
| 29    | Laurie Lever               | Drossel Dan        | 4           | 0           | 17                 | 21              |
| 29    | Gerco Schröder             | Monaco             | 4           | 0           | 17                 | 21              |
| 31    | Christian Ahlmann          | Coster             | 4           | 0           | 18                 | 22              |
| 31    | Nick Skelton               | Russel             | 12          | 1           | 9                  | 22              |
| 33    | Kirk Webby                 | Sitah              | 12          | 0           | 12                 | 24              |
| 33    | Federico Fernández         | Zorro              | 12          | 2           | 10                 | 24              |
| 33    | Ludger Beerbaum            | All Inclusive      | 4           | 2           | 18                 | 24              |
| 36    | Matt Williams              | Leconte            | 16          | 1           | 8                  | 25              |
| 37    | Taizo Sugitani             | California         | 8           | 1           | 17                 | 26              |
| 38    | Camila Benedicto           | Bonito Z           | 8           | 1           | 18                 | 27              |
| 38    | Christina Liebherr         | No Mercy           | 20          | 3           | 4                  | 27              |
| 40    | Lotta Schultz              | Calibra II         | 20          | 0           | 10                 | 30              |
| 41    | Juan Andres Rodriguez      | Orestus            | 12          | 1           | 18                 | 31              |
| 42    | Helena Lundback            | Erbblume           | 16          | 1           | 20                 | 37              |
| 43    | Marco Kutscher             | Cornet Obolensky   | 16          | 3           | 19                 | 38              |
| 44    | Pablo Barrios              | Sinatra            | 16          | 4           | 23                 | 43              |
| 44    | Vincent Voorn              | Alpapillon-Armanie | 24          | 3           | 16                 | 43              |
| 46    | Patrick Lam                | Urban              | 28          | 8           | 9                  | 45              |
| 47    | Alberto Michan             | Chinobampo Lavita  | 24          | 1           | 21                 | 46              |
|       | Mac Cone                   | Ole                | Withdrew    | Withdrew    | Withdrew           | 12              |
|       | Peter McMahon              | Genoa              | Non partito | Non partito | Non partito        | 20              |
|       | Bjorn Nagel                | Magic Bengtsson    | Non partito | Non partito | Non partito        | 19              |

### Finale – Round A
I punteggi delle qualificazioni sono stati azzerati.
|       | Atleta                     | Cavallo           | Penalità | Penalità | Totale Penalità |
| Salto | Atleta                     | Cavallo           | Tempo    |          | Totale Penalità |
| ----- | -------------------------- | ----------------- | -------- | -------- | --------------- |
| 1     | Camila Benedicto           | Bonito Z          | 0        | 0        | 0               |
| 1     | Angelique Hoorn            | O'Brien           | 0        | 0        | 0               |
| 1     | Stein Endresen             | Le Beau           | 0        | 0        | 0               |
| 1     | Tim Stockdale              | Corlato           | 0        | 0        | 0               |
| 1     | Beezie Madden              | Authentic         | 0        | 0        | 0               |
| 1     | Marc Houtzager             | Opium             | 0        | 0        | 0               |
| 1     | Rolf-Göran Bengtsson       | Ninja             | 0        | 0        | 0               |
| 1     | Ben Maher                  | Rolette           | 0        | 0        | 0               |
| 1     | Jos Lansink                | Cumano            | 0        | 0        | 0               |
| 1     | Eric Lamaze                | Hickstead         | 0        | 0        | 0               |
| 11    | Lotta Schultz              | Calibra II        | 4        | 0        | 4               |
| 11    | Matt Williams              | Leconte           | 4        | 0        | 4               |
| 11    | Ludger Beerbaum            | All Inclusive     | 4        | 0        | 4               |
| 11    | Gerco Schröder             | Monaco            | 4        | 0        | 4               |
| 11    | Jill Henselwood            | Special Ed        | 4        | 0        | 4               |
| 11    | Jean-Claude van Geenberghe | Quintus           | 4        | 0        | 4               |
| 11    | Morten Djupvik             | Casino            | 4        | 0        | 4               |
| 11    | Meredith Michaels-Beerbaum | Shutterfly        | 4        | 0        | 4               |
| 11    | Steve Guerdat              | Jalisca Solier    | 4        | 0        | 4               |
| 11    | Rodrigo Pessoa             | Rufus             | 4        | 0        | 4               |
| 11    | McLain Ward                | Sapphire          | 4        | 0        | 4               |
| 11    | Edwina Alexander           | Itot du Chateau   | 4        | 0        | 4               |
| 23    | Laurie Lever               | Drossel Dan       | 8        | 0        | 8               |
| 23    | Ramzy Al Duhami            | Allah Jabek       | 8        | 0        | 8               |
| 23    | Pius Schwizer              | Nobless M         | 8        | 0        | 8               |
| 23    | Niklaus Schurtenberger     | Cantus            | 8        | 0        | 8               |
| 23    | Laura Kraut                | Cedric            | 8        | 0        | 8               |
| 23    | Ian Millar                 | In Style          | 8        | 0        | 8               |
| 29    | Alberto Michan             | Chinobampo Lavita | 12       | 0        | 12              |
| 29    | Taizo Sugitani             | California        | 12       | 0        | 12              |
| 29    | Federico Fernández         | Zorro             | 12       | 0        | 12              |
| 29    | Nick Skelton               | Russel            | 12       | 0        | 12              |
| 33    | Peter Eriksson             | Jaguar Mail       | 16       | 0        | 16              |
| 34    | Kirk Webby                 | Sitah             | 24       | 0        | 24              |

### Finale – Round B
La somma del Round A e del B ha dato il punteggio finale.
|       | Atleta                     | Cavallo         | Penalità | Penalità | Penalità Round A | Totale Penalità |
| Salto | Atleta                     | Cavallo         | Tempo    |          | Penalità Round A | Totale Penalità |
| ----- | -------------------------- | --------------- | -------- | -------- | ---------------- | --------------- |
| 1     | Rolf-Göran Bengtsson       | Ninja           | 0        | 0        | 0                | 0               |
| 1     | Eric Lamaze                | Hickstead       | 0        | 0        | 0                | 0               |
| 3     | Ludger Beerbaum            | All Inclusive   | 0        | 0        | 4                | 4               |
| 3     | Meredith Michaels-Beerbaum | Shutterfly      | 0        | 0        | 4                | 4               |
| 3     | Rodrigo Pessoa             | Rufus           | 0        | 0        | 4                | 4               |
| 3     | McLain Ward                | Sapphire        | 0        | 0        | 4                | 4               |
| 3     | Angelique Hoorn            | O'Brien         | 4        | 0        | 0                | 4               |
| 3     | Beezie Madden              | Authentic       | 4        | 0        | 0                | 4               |
| 3     | Marc Houtzager             | Opium           | 4        | 0        | 0                | 4               |
| 10    | Jean-Claude van Geenberghe | Quintus         | 4        | 0        | 4                | 8               |
| 10    | Morten Djupvik             | Casino          | 4        | 0        | 4                | 8               |
| 10    | Steve Guerdat              | Jalisca Solier  | 4        | 0        | 4                | 8               |
| 10    | Edwina Alexander           | Itot du Chateau | 4        | 0        | 4                | 8               |
| 10    | Camila Benedicto           | Bonito Z        | 8        | 0        | 0                | 8               |
| 10    | Jos Lansink                | Cumano          | 8        | 0        | 0                | 8               |
| 16    | Gerco Schröder             | Monaco          | 12       | 0        | 4                | 16              |
| 16    | Stein Endresen             | Le Beau         | 16       | 0        | 0                | 16              |
| 16    | Tim Stockdale              | Corlato         | 16       | 0        | 0                | 16              |
| 19    | Lotta Schultz              | Calibra II      | 12       | 1        | 4                | 17              |
| 20    | Ben Maher                  | Rolette         | 20       | 0        | 0                | 20              |
| 21    | Matt Williams              | Leconte         | 20       | 0        | 4                | 24              |
|       | Jill Henselwood            | Special Ed      | Ritirato | Ritirato | Ritirato         | Ritirato        |

#### Spareggio per il bronzo
|   | Atleta                     | Cavallo       | Penalità | Tempo (sec) |
| - | -------------------------- | ------------- | -------- | ----------- |
|   | Beezie Madden              | Authentic     | 0        | 35.25       |
| 4 | Meredith Michaels-Beerbaum | Shutterfly    | 0        | 35.37       |
| 5 | Rodrigo Pessoa             | Rufus         | 0        | 37.04       |
| 6 | McLain Ward                | Sapphire      | 4        | 35.39       |
| 7 | Ludger Beerbaum            | All Inclusive | 4        | 36.16       |
| 8 | Marc Houtzager             | Opium         | 8        | 36.77       |
| 9 | Angelique Hoorn            | O'Brien       | 8        | 36.89       |

#### Spareggio per l'oro
|  | Atleta               | Cavallo   | Penalità | Tempo (sec) |
|  | -------------------- | --------- | -------- | ----------- |
|  | Eric Lamaze          | Hickstead | 0        | 38.39       |
|  | Rolf-Göran Bengtsson | Ninja     | 4        | 38.39       |